# Pfarrkirche St. Georgen am Walde

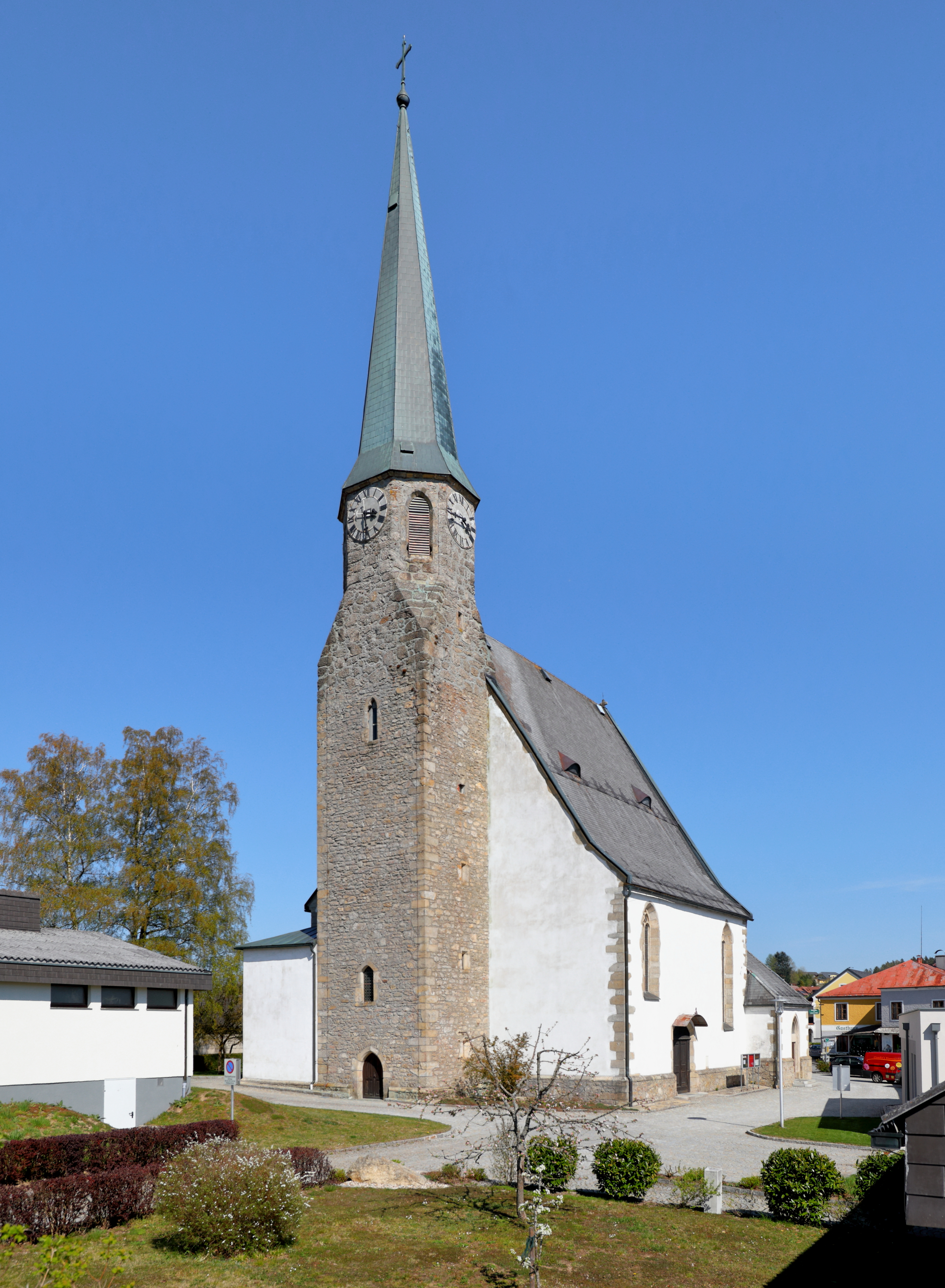
Katholische Pfarrkirche in St. Georgen am Walde

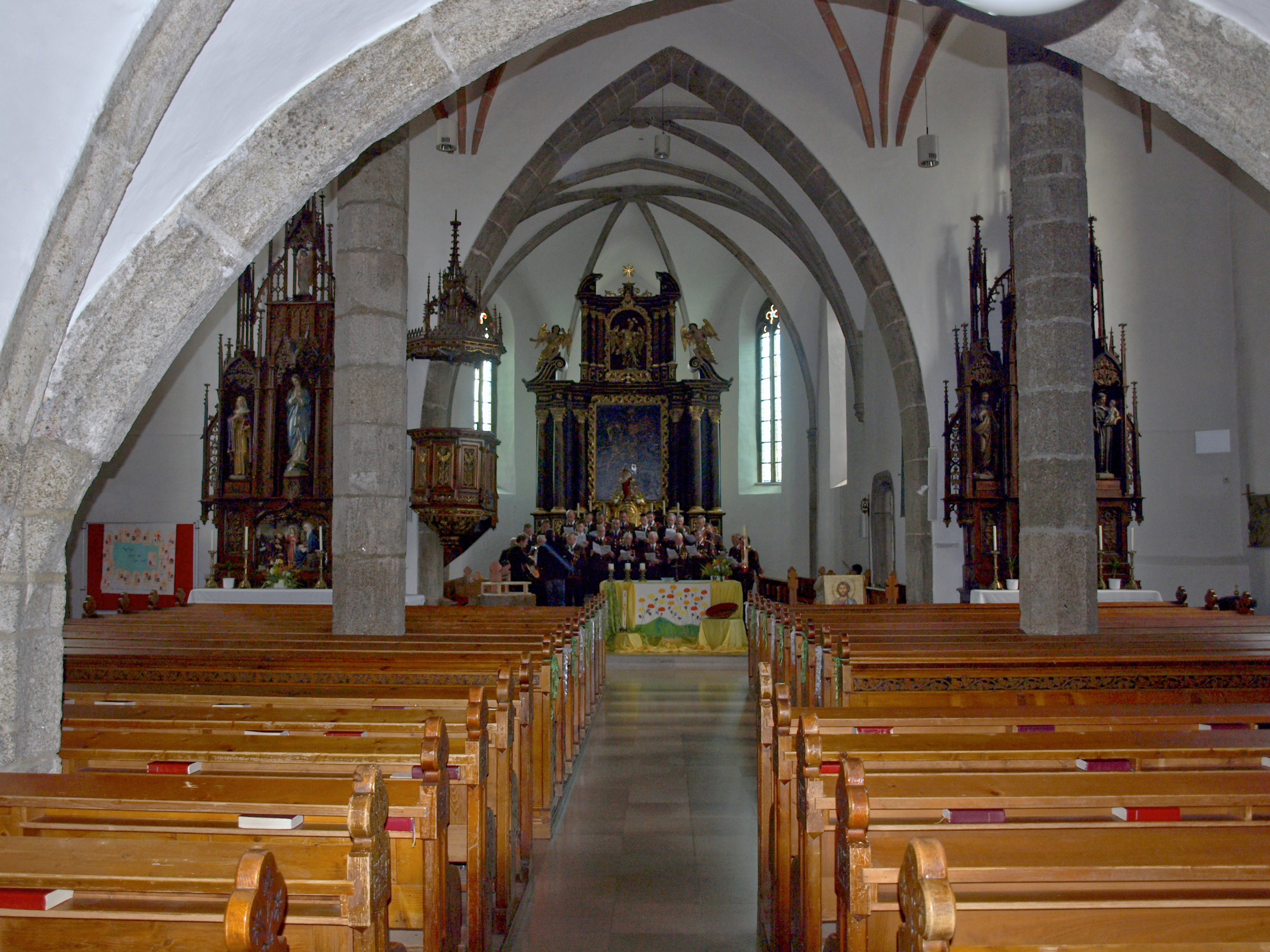
Mittelschiff, Blick zum Chor

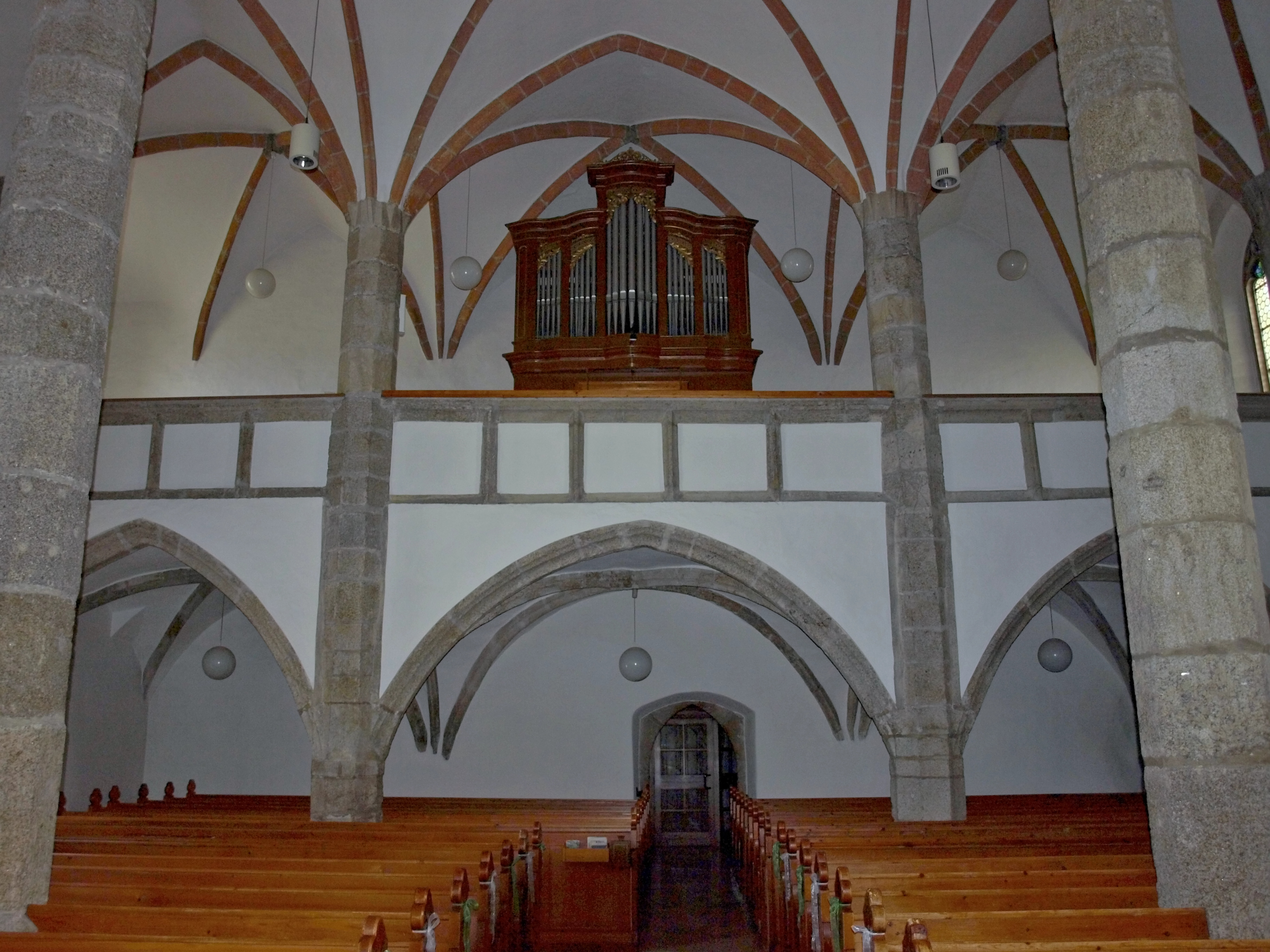
Mittelschiff, Blick zur Orgelempore

Die römisch-katholische Pfarrkirche St. Georgen steht am westlichen Ortsende in der Marktgemeinde St. Georgen am Walde im Bezirk Perg in Oberösterreich. Die dem Patrozinium hl. Georg unterstellte Pfarrkirche gehört zum Dekanat Grein in der Diözese Linz. Das Kirchengebäude steht unter Denkmalschutz (Listeneintrag).

## Geschichte
Urkundlich wurde 1147 die Pfarre durch Otto von Machland dem Stift Säbnich als Dotationsgut übertragen und 1349 dem Stift Waldhausen inkorporiert und wurde nach der Aufhebung des Stiftes 1785 selbständige Pfarre.
Vom romanischen Vorgängerbau aus dem 13. Jahrhundert sind der Turm und Teile der Ost- und Westmauer des Langhauses erhalten. Der spätgotische Neubau umfasst den Chor um 1500 und Langhaus und Sakristei um 1500 bis um 1550. Der Emporenaufgang beim Turm entstand 1890, gleichzeitig wurde der Triumphbogen erweitert. 1903 wurde die nördliche Sakristei umgestaltet und erhielt einen Portalvorbau.

## Architektur
Die Kirche hat ein dreischiffiges dreijochiges Langhaus als Vier-Stützen-Breitbau mit eingezogenen Strebepfeilern der spätesten Gotik vergleichbar mit der Pfarrkirche Perg bzw. der Pfarrkirche Pabneukirchen. Die annähernd quadratische Halle hat Gewölbe mit Kreuzrippen auf vier schlanken oktogonalen Pfeilern. Die Empore verläuft an drei Seiten. Der niedrigere einjochige kreuzrippengewölbte Chor mit einem Fünfachtelschluss ist breiter als das Mittelschiff. Der teils romanische Turm ist etwas aus der Mitte nach Norden an der Westfront. Im südlichen Chorwinkel steht die kreuzgratgewölbte Sakristei.
Die floralen Glasmalereien entstanden um 1903. Die Wandmalereien über den Seitenemporen zeigen die Heiligen Leonhard und Florian vom Maler Eugen von Ilten 1951. Die Glasfenster in der Sakristei von Rudolf Kolbitsch 1963.

## Ausstattung
Der Hochaltar um 1700 als Säulenretabel in Ädikulaform zeigt das Altarbild hl. Georg aus 1708 und trägt im Aufzug die Figur Erzengel Michael um 1700. Den Volksaltar und das Ambo schuf Jakob Kopp 1984.
Die Orgel baute Leopold Breinbauer 1911 in einem fünffeldrigen barockisierenden Gehäuse mit einem höheren Mittelturm mit pneumatischer Traktur II Man./12. Reg.